# Rosema draudti
Rosema draudti är en fjärilsart som beskrevs av Felix Bryk 1953. Rosema draudti ingår i släktet Rosema och familjen tandspinnare. Inga underarter finns listade.